# Phare de Bastøy
Le phare de Bastøy (en norvégien : Bastøy fyr)  est un phare actif situé sur l'île de Bastøy, dans la commune de Horten, dans l'Oslofjord extérieur, en Norvège. Bastøy est inclus dans la Zone de protection du paysage de Bastøy.

## Historique
Le phare de Bastøy a été créé en 1840. Le phare se composait à l'origine d'un bâtiment à pans de bois avec la lumière dans une baie vitrée sur le mur pignon et d'une dépendance avec une grange et un bûcher.
Le phare a été amélioré en 1849, mais fermé en 1896. Le bâtiment du phare d'aujourd'hui a été construit en pierre creuse de ciment à l'emplacement de l'ancien phare. Il a été rallumé le 20 novembre 1918 sur un poteau métallique. Le phare avait été fermé en tant que phare habité le 30 juin 1986, mais le bâtiment est toujours utilisé pour, entre autres, des activités de cours.

## Caractéristiques dufeu maritime
Fréquence : Feu rouge occultant trois fois toutes les 10 s
Identifiant : ARLHS : NOR-307 ; NF-031202 - Amirauté : B2480 - NGA : 0636.

### Galerie

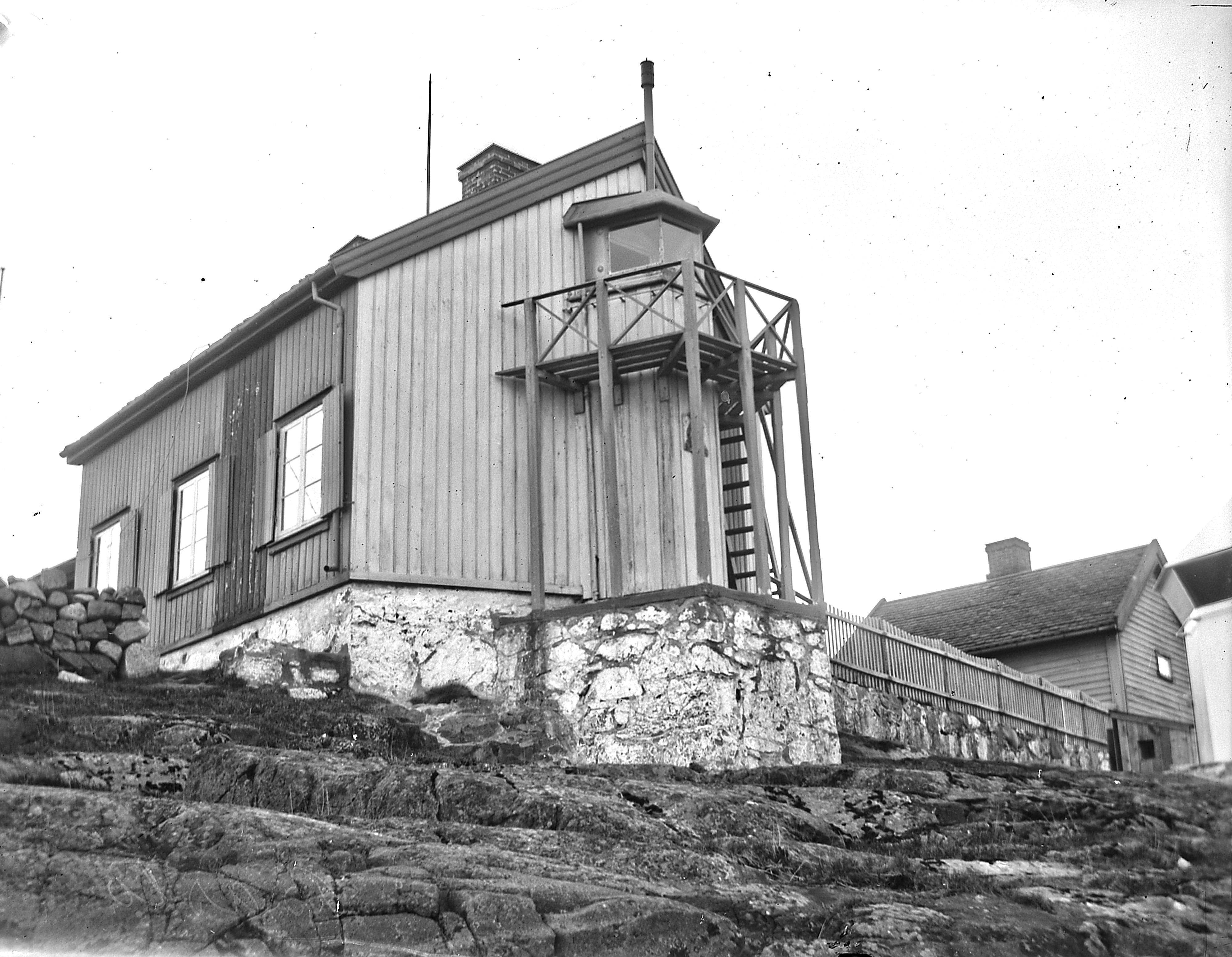
L'ancien phare
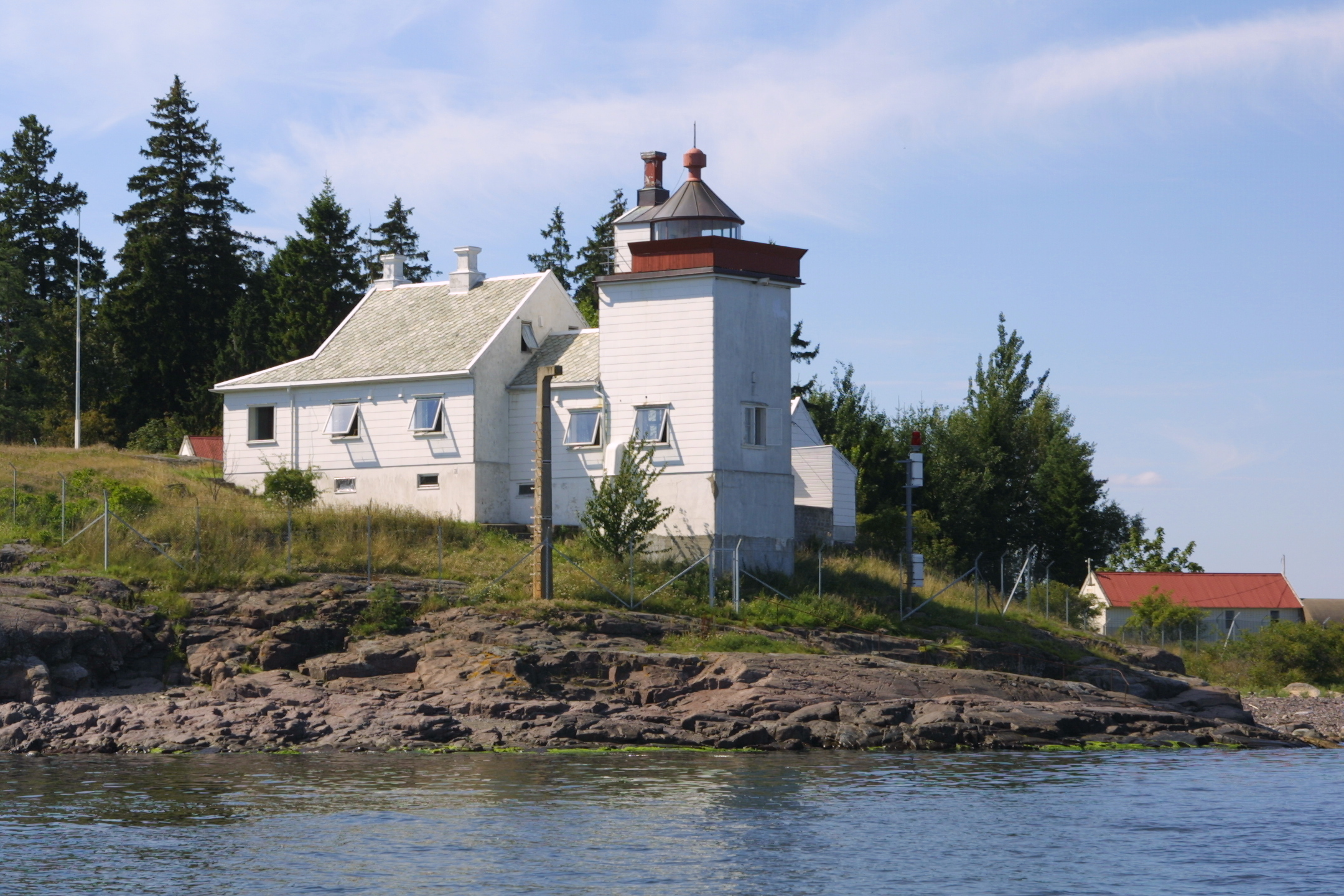
Le phare actuel

### Lien connexe
- Liste des phares de Norvège